# 于尔瑟雷
于尔瑟雷（法語：Urcerey，法語發音：[yʁsəʁɛ]）是法国勃艮第-弗朗什-孔泰大区贝尔福地区省的一个市镇，位于该省西部，贝尔福市区西部偏南。

## 地理
于尔瑟雷（47°36'29"N, 6°48'33"E）面积3.39 平方千米，位于法国勃艮第-弗朗什-孔泰大區贝尔福地区省，该省份为法国东北部内陆省份，东临上莱茵省，北起孚日省，西接上索恩省，南与杜省和瑞士接壤。
与于尔瑟雷接壤的市镇（或旧市镇、城区）包括：埃塞尔、埃什南苏蒙沃杜瓦、阿尔日耶桑、邦维拉尔、巴维耶、比克。

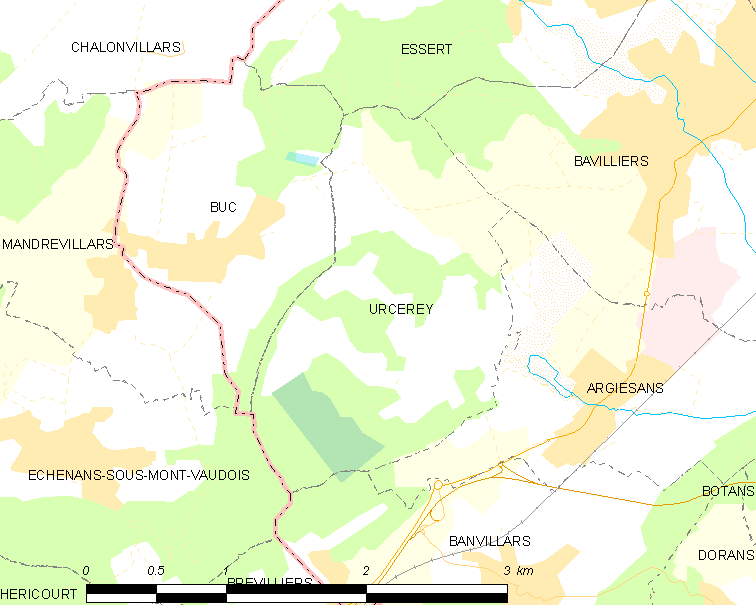
于尔瑟雷的OSM定位图

于尔瑟雷的时区为UTC+01:00、UTC+02:00（夏令时）。

## 行政
于尔瑟雷的邮政编码为90800，INSEE市镇编码为90098。

## 政治
于尔瑟雷所属的省级选区为沙特努瓦莱福日县。

## 人口

1962-2008年间于尔瑟雷人口变化图示

于尔瑟雷于2022年1月1日时的人口数量为253人。